# Demokratieförderung
Unter Demokratieförderung (engl.: democracy promotion oder democracy building) versteht man Ansätze in der Entwicklungszusammenarbeit, durch die Demokratisierungsprozesse angestoßen, gestärkt oder auch stabilisiert werden sollen. Der Begriff wird oft im Zusammenhang mit der Transformation der sozialistischen Staaten des ehemaligen Ostblocks Anfang der 1990er Jahre und im Zusammenhang mit der Entwicklung von Demokratien in der Dritten Welt verwendet.

## Demokratieförderung im weiteren Sinne
| Vollständige Demokratien: 9–10 8,01–8,99 | Unvollständige Demokratien: 7–8 6–6,99 | Hybridregime (Mischformen): 5–5,99 4–4,99 | Autoritäre Regime: 3–3,99 2–2,99 0–1,99 | Keine Daten |

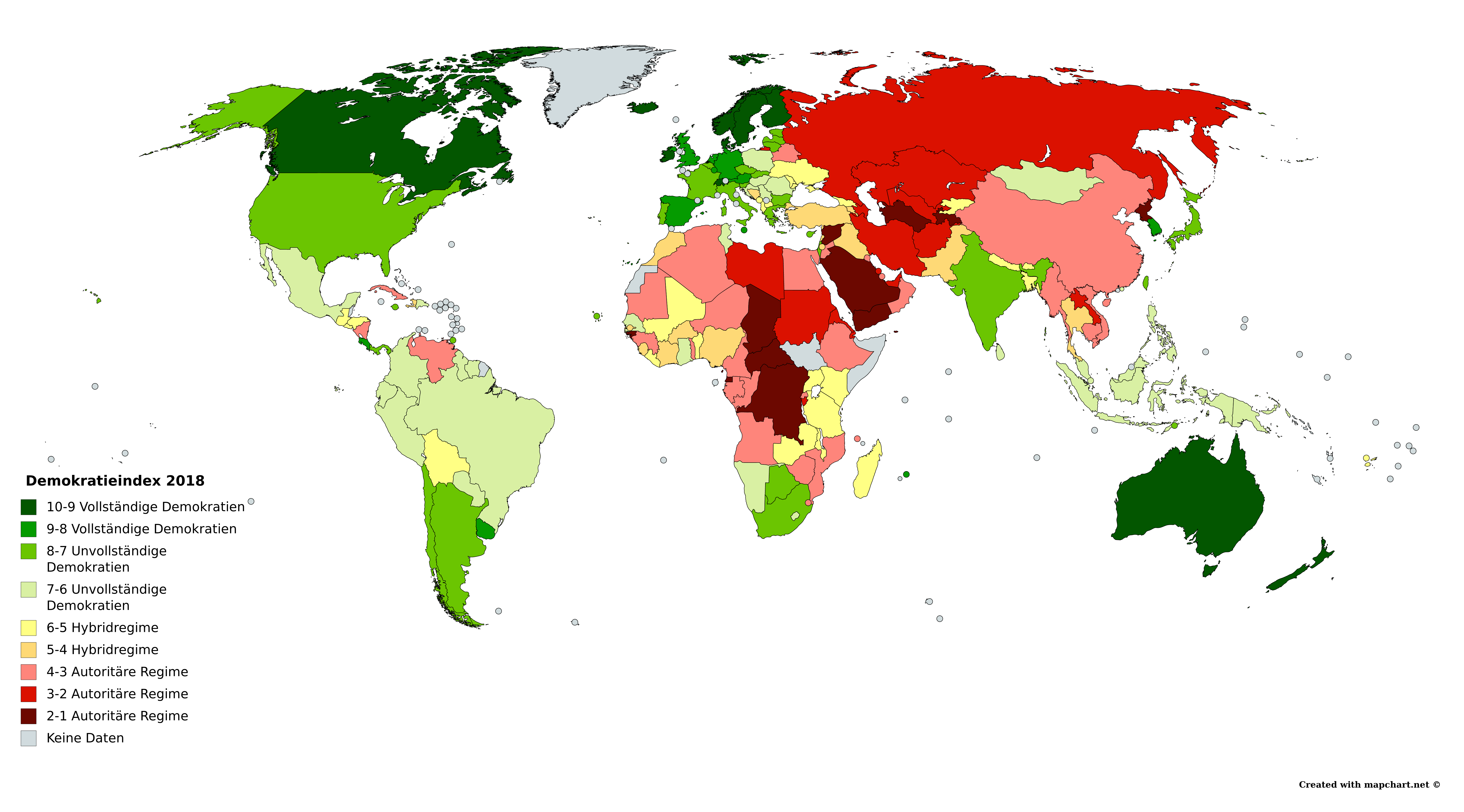
Demokratieindex 2019 (Quelle: The Economist)

Demokratieförderung im weiteren Sinne versucht, solche Bedingungen zu schaffen und zu verbessern, durch die Prozesse der Demokratisierung erst möglich werden. Es gibt hierzu unterschiedliche Ansätze.
- In Anlehnung an die Modernisierungstheorie wird davon ausgegangen, dass sich durch sozio-ökonomische Entwicklung die Kräfteverhältnisse in einer Gesellschaft verschieben – wodurch es dann zu einem Wertewandel kommt.
- Der Ansatz, Menschenrechte, Minderheitenrechte und Emanzipationsbewegungen zu fördern, hat hingegen das Ziel, das Individuum zu stärken und so Herrschaft zu begrenzen.
- Ähnlich wird auch bei der Konfliktbearbeitung vorgegangen. Hier geht es jedoch auch darum, erst einmal einen stabilen, friedlichen Rahmen zu schaffen, der dann die Voraussetzung für Demokratisierung bietet.

## Demokratieförderung im engeren Sinne
Zur Demokratieförderung im engeren Sinne gehören politische Eingriffe, durch welche pro-demokratische Kräfte und demokratische Institutionen gestärkt werden. Unterscheiden kann man hier zwischen indirekten und direkten Ansätzen.
- Zu den indirekten Ansätzen gehört es, gute Regierungsführung (Good Governance) zu unterstützen und pro-demokratische Kräfte in Parteien, Gewerkschaften, Medien und der Zivilgesellschaft zu fördern.
- Eine direkte Form von Demokratieförderung ist es hingegen, gezielt einzugreifen, um ein autoritäres Regimes durch ein demokratisches Regime zu ersetzen. Hierbei spricht man von „regime change“.

## Ziele und Instrumente
Die Ziele der Demokratieförderung konzentrieren sich auf drei Themengebiete:
- Freie Wahlen
- Demokratische Institutionen
- Zivilgesellschaft

Damit Wahlen frei und fair sind, setzt die Demokratieförderung auf Wahlberatung, organisatorische Unterstützung sowie Wahlbeobachtung. Ein weiteres Instrument ist es, die Arbeit demokratischer Parteien durch Beratung und organisatorische Unterstützung zu fördern.
Demokratieförderung kann außerdem auch darin bestehen, durch juristische Beratung demokratische Verfassungsprozesse zu unterstützen sowie durch institutionelle, personelle oder auch finanzielle Hilfen dazu beizutragen, dass sich eine unabhängige Justiz entwickelt.
Der Aufbau einer Zivilgesellschaft wird durch die Förderung von NGOs, der politischen Bildung der Bevölkerung, der Förderung freier Medien und freier Gewerkschaften gefördert.

## Demokratieförderung in Deutschland
Das deutsche Bundesministerium für wirtschaftliche Zusammenarbeit und Entwicklung (BMZ) erklärt:

„Um Demokratisierungsprozesse und den Aufbau von Rechtsstaaten zu fördern, hat Deutschland mit zahlreichen Partnerländern eine Entwicklungszusammenarbeit mit dem Schwerpunkt ‚Demokratie, Zivilgesellschaft, öffentliche Verwaltung (Governance)‘ vereinbart. Das BMZ engagiert sich insbesondere für den Schutz der Menschenrechte, die politische Teilhabe aller Bevölkerungsschichten und die Medienfreiheit.“

Ähnliche Ansätze verfolgen auch regierungsnahe Institutionen wie die Deutsche Gesellschaft für Internationale Zusammenarbeit (GIZ) sowie die Parteinahen Stiftungen. Die grünnahe Heinrich-Böll-Stiftung hat sich Demokratieförderung als besonderen Arbeitsschwerpunkt gesetzt, wozu in ihrem Verständnis auch die Geschlechterdemokratie und die Förderung der Anerkennung vielfältiger sexueller Orientierungen und Geschlechtsidentitäten gehört.
Bundesfamilienministerin Franziska Giffey forderte nach den Ausschreitungen in Chemnitz 2018 angesichts der fremdenfeindlichen Demonstrationen ein Gesetz zur Demokratieförderung. Ein solches Gesetz müsse „unmissverständlich klar machen, dass es auch die Aufgabe des Staates sei, die demokratische Bildung junger Menschen auf allen Ebenen zu organisieren“. Vor allem bei der politischen Bildung junger Menschen gebe es Nachholbedarf.
Ein Entwurf für das Gesetz zur Stärkung von Maßnahmen zur Demokratieförderung, Vielfaltgestaltung, Extremismusprävention und politischen Bildung (Demokratiefördergesetz,  DFördGE) wurde am 14. Dezember 2022 durch das Bundeskabinett beschlossen und an die Ausschüsse des Bundestages überwiesen. Am 16. März 2023 wurde es in erster Lesung im Bundestag beraten und unter der Federführung des Ausschusses für Familie, Senioren, Frauen und Jugend an die Ausschüsse delegiert. Der Termin für die zweite Lesung war im Februar 2024, auf Grund großer Differenzen der verhandelnden Parteien, noch nicht absehbar. Ein im Februar 2024 veröffentlichtes Gutachten der Wissenschaftlichen Dienste des Bundestags erörterte die Verfassungsmäßigkeit des Gesetzentwurfes und führte zu unterschiedlichen Interpretationen.

## Demokratieförderung durch die EU
Für die Europäische Union ist Demokratieförderung ein Anliegen von großer Bedeutung. Grundlage hierfür sind die Artikel 2 und 21 des Vertrags über die Europäische Union (EUV) sowie Artikel 205 des Vertrags über die Arbeitsweise der Europäischen Union (AEUV).
Im Einzelnen erklärt die EU:

„Die weltweite Förderung der Demokratie ist eine vorrangige Aufgabe für die Europäische Union. Als Reaktion auf die politischen Veränderungen der jüngsten Zeit hat die EU neue Strategien für die Demokratisierung entwickelt. Die Europäische Nachbarschaftspolitik wurde angepasst und basiert nun auf dem Prinzip „mehr für mehr“ und der Förderung von ‚tiefgehender Demokratie‘. Als einziges direkt gewähltes Organ der EU setzt sich das Europäische Parlament in besonderem Maße für die Demokratieförderung ein.“